# Dinos Dimopoulos
Dinos Dimopoulos (Ντίνος Δημόπουλος), född 22 augusti 1921 i Palairo, Aitolien och Akarnanien, död 28 februari 2003, var en grekisk filmregissör och skådespelare. Han läste juridik innan han kom in på en scenskola. Han började sin filmkarriär som skådespelare men övergick tidigt till att regissera. Dimopoulos gjorde komedier och melodramer. Filmerna har ett kommersiellt anslag som var typiskt för 1950- och 1960-talens grekiska film, samtidigt som Dimopoulos har ett personligt uttryck med känsla för bild och rytm. Han var i huvudtävlan vid filmfestivalen i Cannes 1961 med Madalena.

## Filmregi i urval
- Haroumeno xekinima (1954)
- Joe, o tromeros (1955)
- O anthropos tou trainou (1958)
- To amaxaki (1958)
- Astero (1959)
- Madalena (1960)
- Stournara 288 (1960)
- Taxidi (1962)
- Dis diefthyntis (1964)
- Lola (1964)
- Mia trelli... trelli oikogeneia (1965)
- Oi kyries tis avlis (1966)
- Tzeni Tzeni (1966)
- Kati kourasmena palikaria (1967)
- Pyretos stin asfalto (1967)
- I arhontissa ki o alitis (1968)
- Mia Italida ap' tin Kypseli (1968)
- I daskala me ta xantha mallia (1969)
- I neraida kai to palikari (1969)
- Trellos kai pasis Ellados (1983)
- De små delfinerna (Ta delfinakia tou Amvrakikou) (1993)